# Internement des Japonais-canadiens

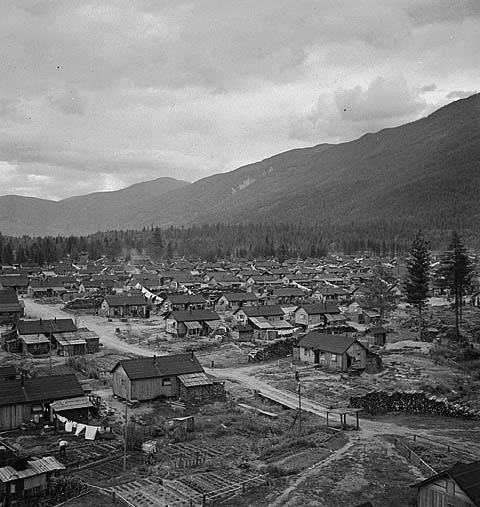
Camp d'internement de Japonais en Colombie-Britannique.

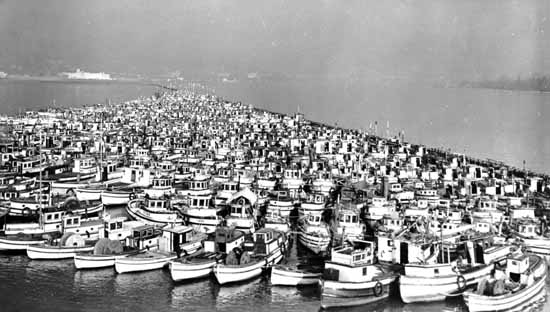
Saisie de bateaux de pêche japonais canadiens

L’internement des Nippo-Canadiens est l'incarcération de ressortissants japonais et canadiens d'origine japonaise dans des camps d'internement durant la Seconde Guerre mondiale en Colombie-Britannique, dans l'ouest du Canada.
Les premières mesures d'internement des Nippo-Américains furent prises aux États-Unis en décembre 1941, à la suite de l'attaque de Pearl Harbor.
Le gouvernement fédéral canadien, suivant cet exemple, donna l'ordre d'internement de ces mêmes populations, en invoquant le risque de sabotage et d'espionnage.
De nombreux enfants ont été internés et élevés dans ces camps, comme David Suzuki, Joy Kogawa et Roy Miki.
Le gouvernement canadien avait promis aux Canadiens d'origine japonaise que leurs biens leur seraient rétrocédés après leur libération. Mais la décision de brader ces actifs aux enchères est prise le 11 janvier 1943, à la suite d'une rencontre des ministres Ian Alistair Mackenzie, Norman McLarty, Thomas Crerar et Humphrey Mitchell.
Malgré la crainte largement répandue au sein de la population pendant la Seconde Guerre mondiale, les preuves historiques montrent que les autorités militaires canadiennes et la Gendarmerie royale du Canada ne croyaient pas à une invasion japonaise.
La guerre terminée, les internés ont eu le choix entre l'expulsion vers le Japon ou le transfert vers l'Est des montagnes Rocheuses. Le rapatriement des Japonais-Canadiens débuta en mai 1946 et concerna 3 964 personnes. Les protestations publiques ont provoqué l'abrogation de la loi et une commission royale a été nommé en 1947 pour examiner la confiscation des biens.
En 1988, le gouvernement canadien a émis des excuses officielles et a annoncé les détails de l'indemnisation des citoyens concernés.
Plusieurs historiens ont établi que les Canadiens japonais ne constituaient pas une menace pour la sécurité nationale.

## Source de la traduction
- (en) Cet article est partiellement ou en totalité issu de l’article de Wikipédia en anglais intitulé « Japanese Canadian internment » (voir la liste des auteurs).